# .375 Winchester
El .375 Winchester es una modernización del .38-55 Winchester, el que es un cartucho de pólvora negra que data de 1884. 
Se introdujo en 1978 junto con el rifle de palanca Winchester Modelo 94 “Big Bore”, que estuvo en producción desde 1978 hasta 1986.
Aunque es muy similar en apariencia al .38-55 Winchester, el .375 Winchester cuenta con un casquillo más corto y opera a una presión de recámara más alta, de 52,000 CUP o 55,000 psi (380 MPa), en comparación con el .38-55. Cartucho Winchester que funciona a una presión de cámara más baja, de 30.000 CUP o 35.000 psi (240 MPa).
Los pesos de bala más comúnmente usados con el .375 Winchester son de entre 180 granos y 260 granos (11,7 gramos a 16,9 gramos) y se han utilizado para la caza de una g ran variedad de especies medianas y grandes, como el venado de cola blanca, berrendo, caribú, wapití, alce, oso negro y oso pardo.